# Автомагистраль D2 (Чехия)
Автомагистраль D2 (чеш. Dálnice D2), Братиславская автомагистраль (чеш. Bratislavská dálnice) — чешская магистральная автомобильная дорога, соединяющая Брно с Братиславой. Чешская часть дороги была завершена в 1980 году. С 1993 по декабрь 2007 года на дороге функционировал пограничный переход Ланжгот-Бродске. Длина дороги составляет 60,7 км. Часть европейского маршрута E 65.

## История
Проект дороги впервые появился в Решении Правительства ЧССР №286 от 10 апреля 1963 года, в котором содержался проект дороги, соединяющей Брно с Братислвой и ВНР . Строительство началось 1 апреля 1969 года на участке Братислава—Малацки. Строительство первого участка дороги на территории Чехии (Брно—Блучина) началось в 1974 году. Строительство чешской части дороги завершилось 8 ноября 1980 года. Тогда же был готов целый участок дороги Брно—Братислава. Сама дорога, однако, не считалась завершенной, потому что не был готов короткий (23 км) участок от Братиславы до границы с Венгрией (был построен уже в независимой Словакии).
В 1993 году, дорога была разделена государственной границей. Как и у большинства других дорог, соединяющих Чехию и Словакию, чешская и словацкая части дороги сохранили исходную нумерацию. Около Ланжгота был построен пограничный переход (на тот момент, это был единственный чешский пограничный переход, расположенный на автомагистрали). Со вступлением Чехии и Словакии в Европейский Союз с 1 мая 2004 года был прекращен таможенный контроль и стало возможным переходить границу без заграничного паспорта, по внутренним документам, удостоверяющим личность. 21 декабря 2007 года Чехия и Словакия стали частью Шенгенской зоны и пограничный переход прекратил своё существование.

## Маршрут

### Описание маршрута
Дорога начинается на перекрестке с автомагистралью D1 и ведет на юг. На север от перекрестка, планируется построить Братиславскую радиальную дорогу, которая соединит D2 со строящейся Брненской городской кольцевой дорогой. Европейский маршрут E 65, переходит с пражского направления D1 на этом же перекрестке и проходит по дороги на всем её протяжении. Дорога проходит по равнине без резких спусков, подъемов, поворотов и тоннелей. Дорога пересекает несколько рек, самые крупные из которых: Свитава и Морава. На мосту через Мораву находится конец дороги.
Платный участок (наклейка для автомобилей массой до 3,5 т. и электронная система оплаты для остальных) в направлении на Братиславу начинается после съезда 3 Брно-Хрлице и продолжается вплоть до государственной границы. В направлении на Брно, платный участок начинается у зоны отдыха Ланжгот (бывший пограничный переход) и продолжается до съезда 3 Брно-Хрлице. В качестве бесплатной альтернативы, можно воспользоваться дорогой 425, которая на некоторых участках проходит рядом с автомагистралью, параллельно ей.

## Интересные факты
- Самая короткая автомагистраль в Чехии – 60,7 км. Второе место занимает строящеяся D8 – 92,2 км.
- Наименьшее количество перекрестков и съездов – 6 перекрестков/съездов. Второе место у строящейся D8 – 14 перекрестков/съездов.
- Самая низкая точка над уровнем моря на чешских автомагистралях – 157 м над у./м. на 59-м километре, рядом с мостом через Мораву. На втором месте D8 – которая на 36-м километре проходит на высоте 160 м над у./м.
- Первая полностью завершенная автомагистраль (на территории Чехии) – строительство завершено 8 ноября 1980. Вторая завершенная автомагистраль D5, последний участок которой был завершен в 2006 году.
- Наименьшее количество краев, через который проходит автомагистраль: 1 край (Южноморавский край)
- Первая чешская автомагистраль, на которой открылся пограничный переход – 1 января 1993. Второй чешской автомагистралью с пограничным переходом была D5 (10 ноября 1997 года). После 2007 года, пограничные переходы на автомагистралях D1 и D8 не строились, хотя и были в первоначальных проектах.
- Наименьшее среди чешских автомагистралей количество спусков и подъемов.
- Единственная чешская автомагистраль, на которой, после завершения строительства нет и не будет ни одного тоннеля.

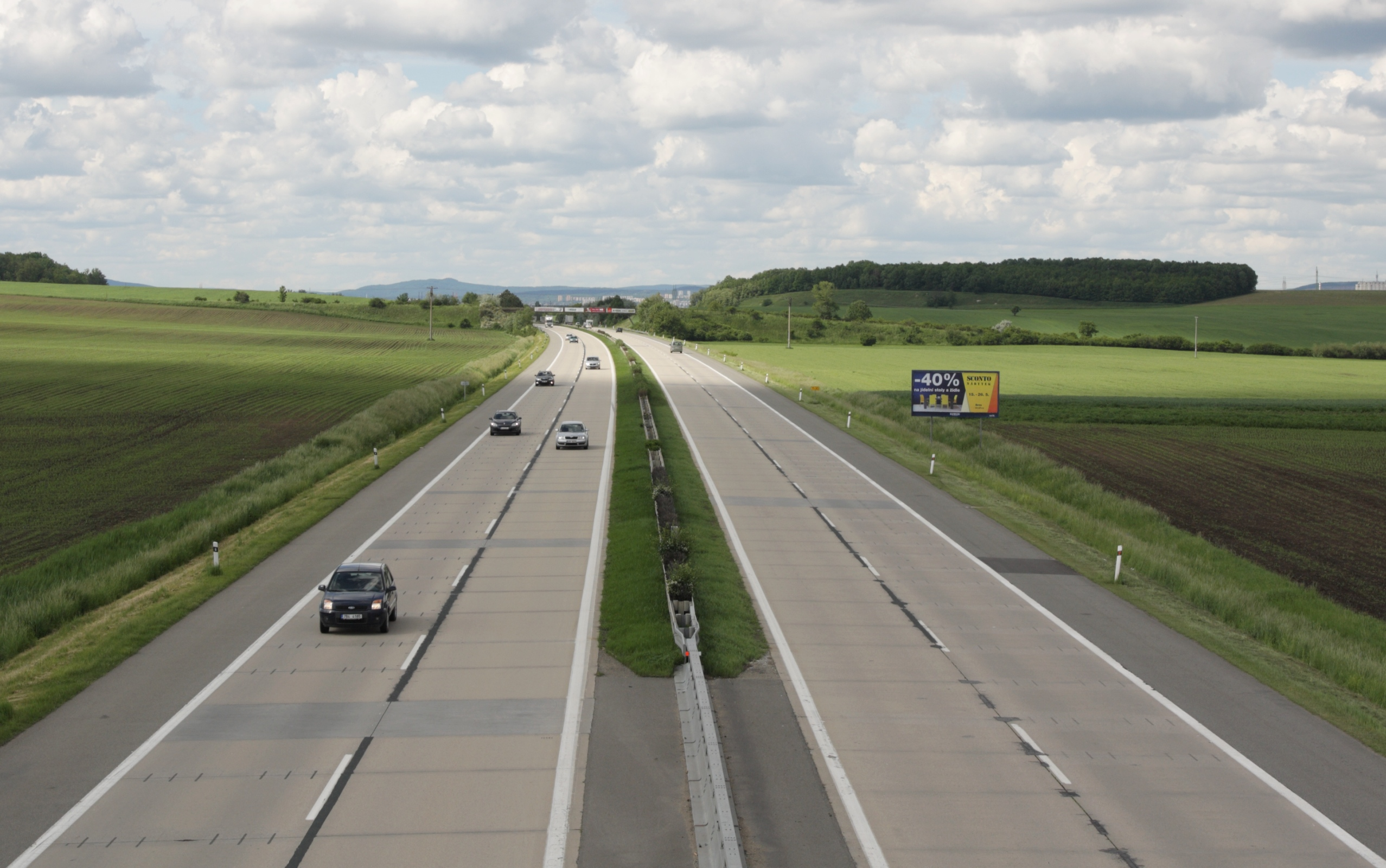
Автомагистраль D2 недалеко от деревни Блучина